# 東映ポルノ
東映ポルノ（とうえいポルノ）は、日本の大手映画会社である東映が1960年代後半から製作を開始したエロティックな映画の総称。
初出と見られるのは『週刊朝日』1971年11月26日号の池玲子のインタビュー記事で、「東映ポルノの看板スター池玲子」と小見出しがあり、『週刊映画ニュース』1971年12月4日号に「東映ポルノ映画」と書かれている。
『近代映画』（近代映画社）1972年3月号の「ポルノ女優の身上調査」という記事にも「日活ポルノ対東映ポルノ」という小見出しがある。以降も、"東映ポルノ"という言葉は多くの文献で使われている。
製作の始まりは1967年頃、終了は東映を含めた大手映画会社が一本立て興行に移行した1970年代の終わりと見られる。 
"ポルノ"という言葉は、この"東映ポルノ"から生まれた言葉とされ、荒木一郎は「"日活ロマンポルノ"は、"東映ポルノ"のまねをした」と述べている。 
東映の社史等、東映発展史に関する資料にも、東映ポルノの記載はほとんどされず、これまで研究的価値は看過されてきたが、"戦う女性"というイメージを切り口として日本映画史を俯瞰してみると重要な存在とする評価もあり、"東映ポルノ"は多くの先駆的業績を生んでいる。 

## 概要
"東映ポルノ"の仕掛け人は、東映任侠映画、実録映画と同様、当時の東映取締役兼京都撮影所所長・岡田茂プロデューサー（のち、同社社長）である。
エロティック路線の映画は、キワモノとして大手の映画会社も現実には早くから作っていたが、1960年代初めから倒産した新東宝と、その関連プロなどがより刺激性の高い作品を次々と製作・配給した。これら"エロ映画"といっていたジャンルの呼称は、一定のファンを集めて市場が形成されると"ピンク映画"という名前で定着していった。
「映画商人」とも揶揄される岡田は、任侠映画が爆発的人気を得ていた時期もその人気は長く続かないのではと考えていて、"任侠路線"に続く鉱脈を探していた。岡田は"ピンク映画"に目を付け、1966年「男の世界の覗き見」が任侠映画なら、今度は「女の世界を覗き見る」という発想から"エロ映画"の製作を決め、企画課長・翁長孝雄を呼び『大奥㊙物語』や『尼寺㊙物語』といった「マル秘シリーズ」を自らの発案で仕掛けていく。
これ以前にも東映東京撮影所（以下、東映東京）所長時代の1963年に佐久間良子主演で『五番町夕霧楼』や、1964年に小川真由美・緑魔子主演で『二匹の牝犬』（渡邊祐介監督）を、東映京都撮影所（以下、東映京都）に戻った同年に中島貞夫に『くノ一忍法』、1966年には"文芸エロ路線"と称し『四畳半物語 娼婦しの』（成澤昌茂監督）といったエロティシズム要素を含んだ映画を岡田は撮らせており、既にその萌芽が見られていた。
川本三郎は『二匹の牝犬』を東映ポルノの先鞭を付けた映画と評価している。
この時期の東映は任侠映画以外は全く当たらなかったが、『大奥㊙物語』が大ヒットしたことで岡田はメジャー会社初の「エロ映画」量産に舵を切った。
"東映ポルノ"は、後述する石井輝男監督の『徳川女系図』（1968年）から、とする文献が多いが、『大奥㊙物語』の脚本・掛札昌裕が「岡田さんの意向でエロスの要素を強調した。これがいわゆる東映のエロ路線のハシリ」と話しているため、『大奥㊙物語』（1967年）から説明する。

### 大奥㊙物語
岡田が企画、キャスティングからタイトル付けまで全て担当した『大奥㊙物語』は、今日続く大奥もの（大奥に関する作品の一覧）や「女性時代劇」の実質的元祖となった作品。
本作は1967年度の日本映画配給収入でベストテン10位の大ヒットを記録、東映としても久しぶりの時代劇の大ヒットとなった。1978年の『柳生一族の陰謀』公開の際、東映は〈『丹下左膳 飛燕居合斬り』（1966年、萬屋錦之介主演・五社英雄監督）以来12年ぶりの本格時代劇〉と宣伝したが、実際はこの間、この『大奥㊙物語』を始め、多くのポルノ時代劇を製作している。
これを受け、岡田は『㊙物語』のシリーズ化を指示するが、翁長孝雄プロデューサーは、これら添え物が成人指定映画になっては、メインの任侠映画の観客が見に来なくなると危惧した。
当時の東映のメインは任侠映画だった。続く『続大奥㊙物語』『尼寺㊙物語』では、翁長が「エロ」要素を極力抑えたためとも不入りに終わる。企画部長・渡邊達人は、「一般映画に戻した方がいいんじゃないでしょうか」と岡田に進言するが、岡田は「中途半端なことしてたからアカンのや」とメジャー映画会社として初めて成人指定映画参入を図る。
東映が成人映画に参入したことで、大映、松竹、日活も追随した。日活ロマンポルノ第一弾『色暦大奥秘話』は東映大奥のパクリ 。当時日活は『戦争と人間』という名作を作っていたため、なぜいまさら東映のマネをするのかと社内外からたたかれた。

### 石井輝男エログロ映画
当時ピンク映画が、表立って宣伝もしないのに隆盛を極め、ソロバンをはじいてみると、松竹の年間配給よりも総体で上回ることが分かり、今度は懐刀の天尾完次プロデューサーを呼び「ピンク映画だけに儲けさせることはないぞ。こっちにはお得意の時代劇の衣装がある。あれを活かそう。大手の東映が豪華なエロ時代劇を作ろう。天尾、おまえやれ」「おれが石井輝男に撮らせる。おまえはピンク女優をかき集めてこい。裸でいくんじゃ」と指示した。
東映は時代劇で黄金時代を築いただけに、東映京都には豪華な衣装が数10億円あるといわれた。これが実質的な「東映ポルノ」のスタートとなる。当時は大蔵映画、国映などの独立プロがこうしたエロ映画を製作していて大手五社が手を染めることは大きな抵抗感があったが、岡田は易々と一線を越えていく。
時代劇から任侠映画への路線変更に成功した岡田は、その成功要因を"不良性感度"にあると考えた。「急速なテレビの普及で女性・子供層はお茶の間のテレビに奪取された。それなら〈ご家族そろって東映映画〉の看板を降ろし、テレビからこぼれ落ちた不良的な成人男性に狙いを絞った企画を中心に据えよう」と考えた岡田は、「任侠映画だけでは彼らを満足させきれない、"不良性感度"の強い任侠映画に善良な映画を付けても観客は戸惑うだろう。成人男性が喜ぶ不良性のあるものは...エロだ!」と、新たなメイン観客層を想定した。
杉作J太郎が「当時、東映の映画館に女性は皆無でした。それは岡田さんが、意図的に女性客を切り捨てた映画を作ってきたから。そういう『男だけでいい世界』を描く時代は、おそらくもう二度と来ないでしょう。それは岡田さんの大いなるギャンブルが残してくれた遺産なんです」と解説する極端な"男性路線"の始まりであった。結果、東映の専属女優は次々に東映を去っていった。
岡田の指揮するエロ路線のうち、色の濃くないグロのつかない方を翁長孝雄プロデューサーが、グロの強い方を天尾完次プロデューサーが担当した。
岡田が指示した好色路線としてのスタートは、山田風太郎原作の映画化で、エロ忍者映画『忍びの卍』（鈴木則文監督、1968年）だったのだが、これも東映の女優が脱がなかった為に興行的に失敗した。東映専属の女優はなかなか脱いでくれなかった。
この反省から好色路線をエスカレートさせ、石井輝男に作らせたのが1968年の豪華絢爛たる色欲大絵巻『徳川女系図』であった。
『徳川女系図』製作発表会見で岡田は「人間の二大欲求である食と性、とりわけ性愛を正しい方向へ持って行くことこそ、娯楽映画製作者に課せられた重要な義務である」と抱負を述べた。本作はメジャー映画会社として初の成人指定映画で、本作の企画もタイトルも岡田の考案によるもので、石井に充てた企画書には「群小ピンク映画を撃滅せよ」と書かれ、この作品からノースターでピンク女優を大量投入、実質的な「エロ映画路線」は本作からであった。石井は当時『網走番外地』という高倉健主演の超人気シリーズを手掛けていたが、もう飽き飽きしていて「何か別の事をやりたい」と岡田の要請に応えた。
『徳川女系図』は1968年のゴールデンウィークのメイン映画として封切られたことでピンク映画界を震撼させた。しかし結果的に話題にもなり奇跡の大ヒットを記録、3000万円の製作費でたちまち一億円以上、三億円稼いだといわれる。『徳川女系図』は㊙はタイトルに付いていないが「マル㊙シリーズ」第四弾だったという見方もあり、本来、岡田が目指した「大奥もの」の完成形はここにあったが、この路線は映画史の裏街道を歩む。石井は岡田の意図を大胆に表現、ヌード、セックスだけでなく、拷問、処刑等、グロテスクな描写を取り入れ、その後もエログロをエスカレートさせていく。
東映社長・大川博は映画のお目付け役である映倫の維持委員会委員長を務めていたが、岡田は「社長は委員長であるにしろ、私はプロデューサーだ」と"岡田路線"を突っ走り、ここから再三に渡り映倫と揉め、映倫を困らせた。
同年9月28日公開の『徳川女刑罰史』は、冒頭から首が飛ぶ!胴を斬る!衝撃の三段斬り!が展開される東映初の「SM映画」で、東の団鬼六、西の辻村隆といわれたSM界の巨匠が緊縛指導に付いて、地獄絵図そのままに、サディズムの極限を追求して徳川女刑罰十四種が繰り広げられる、その見世物性たるや今どきのSMビデオにも劣らない。清純派として売り出したはずの橘ますみが"空中海老吊り"にされ、水をかけられ悲鳴を上げ撮影が中断する凄惨な現場だったといわれる。
映画評論家の佐藤忠男が『キネマ旬報』に本作を「日本映画の最低線への警告」と題して「エロ・グロと人格的侮辱のイメージを羅列していける神経にほとんど嘔吐感が込み上げる」「ピンク映画専門のプロダクションが作る映画でもここまで愚劣でない」などと酷評した。
大高宏雄は「商業主義的な製作の姿勢は、企業映画だから会社内外で容認できるとして、そこからさらに逸脱した超＝商業主義とでも言いたい製作の恐るべき発展形がそこにあった」と評している。
『徳川女刑罰史』は、B級スターのみの出演にも関わらず、1968年の年間配給収入ベストテンにランクされ、同じ東映で鶴田浩二や高倉健、藤純子ら出演の任侠映画『人生劇場 飛車角と吉良常』（内田吐夢監督）を上回るコストパフォーマンスの高さだった。当時の東映の二枚看板・鶴田浩二、高倉健のギャラは、一本500万円だったため、スターを使わないエロ映画がこれだけ儲かるのであれば、経営者としては続けざるを得ないのは当然だった。
「東映ポルノ」は、東映の歴史と大きく関わりがあり、場合によっては生まれなかったジャンルでもある。
当時、映画に全く興味がない東映社長・大川博の息子・大川毅専務が映画で儲けた利益をボウリング場経営やプロ野球の経営に注入し、大川親子は映画製作部門を縮小、或いは松竹に委ねて、東映をボウリング場を柱とする総合レジャー産業に事業転換させようとしていた。映画会社は映画の好きな人間の集団だけに、社員から総スカンを食い、一年で東映の社員が200人辞めるなど東映内がゴタゴタした。こうした東映内紛を『週刊文春』1968年5月6日号が「東映大奥㊙物語の出所・大川一族を憤慨させた怪文書」と題して報じたため大騒ぎとなった。
東映社内では『忠臣蔵』に例え、吉良上野介が大川親子で、浅野内匠頭が五島昇、岡田と今田智憲の東西両撮影所長が二人大石内蔵助としてムホンを期待する声が上がった。当時の企画の主導権は東西両撮影所長が握っていたため、岡田と今田には強い権限が持たされていた。また五島昇が岡田を東急グループに移籍させるという噂や、岡田と仲のよい松竹の白井昌夫専務が引退する自身の後釜に岡田を引き抜くなどの噂が流れ、製作実務を担当する岡田ら活動屋重役が、大川毅に反旗を翻し別会社を作るのではといわれ、労組攻勢も加わり、会社業務運営上の批判が猛烈に高まった。
このことから大川博社長は、政権委譲を考えていた息子の安全か会社の安泰か二者択一に迫られ、『徳川女系図』公開直後の1968年5月17日に首脳陣を一新する大幅人事を発表。この人事は映画界過去の歴史に例を見ない異動で、"東映未曾有の大手術"などと評され、業界では驚きの声が上がった。大川社長は毅を辞めさせる腹づもりだったが、岡田と今田から「辞めさせるのは簡単ですが、復社となると面倒です。取締役で残されては」という進言を受け入れ、大川毅専務は平重役に格下げされ、大川博の娘婿で東京六大学のヒーローだった吉田治雄事業部長は退社した。この人事で岡田が初代・マキノ満男、二代目・坪井与（與）専務に次いで東映三代目の製作の最高責任者・企画製作本部長に就任（兼京都撮影所長）、今田智憲は営業の最高責任者・営業本部長兼興行部長に就任した。
岡田と今田が花道にせり出した。
同時に東映で文芸ものを企画していた坪井与（與）専務が映画製作担当を下り、テレビ本部長兼教材映機本部長に就任したため、岡田の指揮する暴力とエロが一層強化されることになった。
岡田は企画製作本部長就任の記者会見で「東映の製作方針は大衆がすぐ食いつくような興味本位の三流作品で、あくまで大衆週刊誌の感覚で、エロでも何でもやる。したがって製作宣伝関係者にはテレるな、ええカッコするなと指示している。やくざ物は『飛車角』以来六年になるが時代劇に替わる鉱脈だったわけだから今後とも強化する方針だ。エロについては映倫の限界というものがあるが、ギリギリの線でやるつもりだ。日活のようにエロ二本立てではなく、ウチでは活劇とエロの二本立てがよい成績を挙げている。映画観客は固定していると言うが、東映は、それ以外の層を積極的に獲るというより固定数の中のマジョリティを狙う。企画もそれによって自ずと方向づけられる。若いタレントが育つのは映画では時間がかかる。その証拠に若山富三郎がやっとスターになった。東西両撮影所とも新・部長・課長が次第に力を付けている。これをいかに善導していくか、それが私にとって最大の任務だ」などと抱負を述べた。
また映画部門が縮小されると『キネマ旬報』で報じられたことから、大川社長は映画部門の強化を図るべく、1968年8月31日付けで東映に製作本部と営業本部を一貫したそれまでなかった「映画本部」を新設し、その本部長に岡田を就任させた。「映画本部」は映画の製作・配給・興行までを完全に統轄するもので、自分で作った商品を自分で売る、売れる物を作る、自分で売れないと思う物は作らないでよいという権限を持たされた。大川は「大衆が求める刺激の強い映画を作ることで企業を安定させることが先決命題で、岡田映画本部長がその命題に沿って徹底した企画を立てている。岡田本部長の権限は、いわば一つの映画会社の社長の立場に匹敵する。自分の思い通りに意思統一ができるわけで大変な権限です」と述べた。
東映の看板女優・佐久間良子が大川社長に企画を直談判しても大川から「岡田君と相談して決めなさい」と差し戻される程で、映画製作は岡田に丸投げされた。
大川から「岡田君、お前は東映映画の社長だ」と煽てられていたといわれる。
岡田は1971年1月に映画本部長兼テレビ本部長に就任し、映像製作部門の全権を掌握、このポストのまま東映社長に就任したため、1968年9月以降、東映で岡田を飛び越して企画が成立したり、岡田と関係ないところで東映で映画が製作されることはないので注意が必要である。
1968年9月以降東映では、岡田好みの映画しか製作されなかった。また1971年の社長就任以降、長く重役を置かないワンマン体制を敷き、他社が路線変更など重要案件に大変な騒動と会議を伴う中、東映は岡田の一言で全部決まった。
石井輝男が1968年の『徳川女系図』を皮切りに1969年の『江戸川乱歩全集 恐怖奇形人間』まで、一年半の間にハイペースで東映京都撮影所で撮った9本のエログロ映画を今日"性愛路線" "異常性愛路線"と呼ぶことが多いが、本来は、これら9本のエログロ映画は、岡田茂が提唱した五つの路線から成る。岡田は「路線が確立しなければ単発で当てても儲からない」という考えを持っており、「刺激や異常を扱った映画をいい加減には作らない。手数をかけて作る。たとえ映画界に悪漢視されてもやるからには一方の旗頭になってやる」「どんなに悪者扱いされようと大衆が喜ぶものを作るだけ。笑わせる、泣かせる、握らせる（手に汗を）映画を作りたい」と世間から叩かれても強気の姿勢を見せ、ヤクザとエロを続ける決意を述べた。この次々新路線を創り出しては失敗と成功を繰り返して、東映の危機を乗り越え、東映の繁栄を築き上げた岡田の実力と人間的信用が、後に東映社長の後継者として最適任と内外ともに拍手を持って迎えられる大きな要件となって生きた。石井は当時はフリーで、東映とは本数契約だった。路線の途中に日活で正統的な任侠映画『昇り竜鉄火肌』を撮っているのはこのため。石井自身「『徳川女系図』以後の企画は私の発案ではありません」、後述する石井排斥運動が起きた際には「このシリーズはボクが一人でつくっているんじゃないんで、文句があれば企画を立てた会社にぶつけて欲しいです」と東映に責任転嫁している。岡田は「わりに早い時期に、監督や脚本家の東映専属をやめ、みんなフリーにした。深作欣二、佐藤純彌、中島貞夫、降旗康男、それ以外もずいぶんいる」と述べており、東映の監督と思われている著名な監督は、最初は社員で東映専属であっても1960年代後半からは、ほとんどがフリーである。フリーだと当然社員よりギャラは高く、どこの会社で映画を撮ろうと自由だが、自身の企画を東映で通す権限はないため、東映の主な作品で監督企画の映画はあまりない。企画を岡田なり各プロデューサーに持ち込み、最終的にジャッジするのは岡田である。またプロデューサーや映画スタッフ、俳優は大半が東映の社員であるため、フリーの監督が東映以外で監督をする場合、東映のスタッフや俳優を使うときは、東映の許可が必要になる。他社の映画製作に東映の社員を持って行かれるとその間東映での映画製作に支障が出るからである。石井は「専属だと予算や配役、日程など、条件が悪くて意に染まないものでもやらなければならない。フリーだと、こちらの考えに合わないものは断ることが出来ます。大会社の組織にいると予算編成とかがルーズですね。企業家としてソロバンの立つことがフリー監督では不可欠です」などと述べている。
岡田は1968年の『徳川女系図』から始まるエロ路線の映画を、"刺激性路線"とネーミング。石井作品『温泉あんま芸者』『徳川女刑罰史』と、1968年夏の時点で既に1969年の正月映画として岡田が企画準備していた石井作品仮タイトル『妖婦百人』(『残酷・異常・虐待物語 元禄女系図』)や、石井作品だけではなく公開が1969年1月になった中島貞夫監督の『にっぽん'69 セックス猟奇地帯』など、1968年後半のエロ映画全てを"刺激性路線"と提唱した。これに続く東映新路線として1968年暮れに岡田が発表したのが、1969年の東映新路線"性愛もの"シリーズ"性愛路線"であった。このとき発表した1969年"性愛路線"東映ラインナップは、『異常・残酷・虐待物語・元禄女系図』（『残酷・異常・虐待物語 元禄女系図』）『異常性愛記録 ハレンチ』『㊙女子大生・妊娠・中絶』（『㊙女子大生 妊娠中絶』）『㊙トルコ風呂・指先の魔術師』『婦人科秘聞・下半身相談』『元禄いれずみ師・責め絵』（『徳川いれずみ師 責め地獄』）『温泉ポン引女中』『不良あねご伝』『やざぐれのお万』（『やさぐれ姐御伝 総括リンチ』?）などだった。『残酷・異常・虐待物語 元禄女系図』が二つの路線に被るが、『㊙女子大生 妊娠中絶』は小西通雄監督で、当時の映画誌に荒井美三雄監督の『温泉ポン引女中』を"性愛路線第七作"と紹介した記述が見られることから、"性愛路線"も石井作品だけを指すものではなく、1969年に製作する東映エロ映画の全てを指していた。つまり公開が1969年にかかっても1968年に製作したエロ映画の全てが"刺激性路線"、1969年に製作を予定していた東映エロ映画は全て"性愛路線"と最初は呼んだ。石井は1969年の『キネマ旬報』4月下旬号で「今年は岡田氏と二人一緒で悪役でいこうということで、いわゆるオーソドックスな線だけではなく、そういう方面（性愛路線）に活路があるのではないかという考え方でやっているのです。若い人にも同じ考えの人がいるわけで、大いにそういう人達を糾合して、企業内ハレンチ派をつくって、今年は大いにハレンチ派を伸ばしていこうと思っているわけです」と述べた。2018年現在はあまり使われないが、当時は"ハレンチ"という言葉が広く使われた。
1969年4月『徳川いれずみ師 責め地獄』の撮影中、由美てる子が逆さ片足吊りで一日中吊るされるなどの異常な撮影で失踪し（代役が片山由美子）、これを切っ掛けに撮影所を冒涜したと東映京都の助監督たちによる石井ボイコット運動が起きた。このとき助監督たちが作成した告発文に"異常性愛路線"という言葉が使われ、この騒動は新聞や週刊誌、テレビの全国ニュースにも大きく取り上げられ、論争を起こす大問題に発展したため、"異常性愛路線""残虐異常性愛路線"といった言葉が拡散した。"異常性愛"という言葉は1969年2月21日公開の"性愛路線"の第二弾『異常性愛記録 ハレンチ』で、映画のタイトルとしても初めて使用されたものと見られ、この"異常性愛"という言葉と"路線"をくっ付け、東映京都の助監督たちが"異常性愛路線"という言葉を最初に使ったものと推察される。岡田が提唱していたのは"性愛路線"で"異常性愛路線"と言ったことはなく、石井作品の常連女優・賀川ゆき絵は「私達は"性愛路線"と言われていましたよ。"異常"はついてなかった（笑）」と述べている。岡田はこの排斥運動に反論し「体制打破ということだ。昔、存在したようなファンは、今はテレビにかじりついている。だから、昔のファンに受けたような旧体制の映画を作っていたのでは、現代の映画観客をつなぎ止めることはでけんわ」と一蹴した。他社に類似昨品が増え、商売がやりにくくなったため、荒井美三雄監督の『温泉ポン引女中』を最後に、石井作品でいえば『徳川いれずみ師 責め地獄』を最後に"性愛路線"から手を引き、「70年安保を控えて映画も時代に即応した強度の暴力が受けるはず」と岡田が次に打ち出したのが、"刺激暴力路線" "ゲバルト路線"『やくざ刑罰史 私刑!』だった。石井も「"ひっぱがし"を6本も作ったので、もう飽きた」と話した。"ゲバルト路線"は、石井ボイコット運動の前から構想があり、1969年に性愛路線"として打ち出した第二弾で2月に公開した『異常性愛記録 ハレンチ』が興収1億5000万円までガクッと落ち、各社エロ映画が氾濫しブームも下火になったため、先を見越して"性愛路線"から"ゲバルト路線" "暴力私刑路線"に方向転換したともいわれる。1969年3月14日にあった東映定例会見で岡田が「セックス路線も少しマンネリになので刺戟路線というようなものに変えてゆく」と発表した。しかし"ゲバルト路線"は警視庁から「70年安保を控えて鬱積する青少年のエネルギーがゲバルトに向かう。エロ映画より悪い」という見方があったとされ、"ゲバルト路線"は『やくざ刑罰史 私刑！』1本だけで終わり、続いて打ち出されたのが"実話路線"。これが本物の阿部定を引っ張り出したことでも知られる『明治・大正・昭和 猟奇女犯罪史』。「阿部定事件」「小平事件」「日本閣事件」「高橋お伝」など、ショッキングな事件をそのままオムニバスで映画化すると発表し、東映は阿部定を記者会見にも出席させ、物凄い数の報道陣が集まり、ヤクザ映画やこれまでの"刺激路線"が一段とエスカレートするのではと評され、良識論争を引き起こした。『明治大正昭和 猟奇女犯罪史』公開時の新聞広告に"実録路線第一弾"と書かれたものがあり、『やくざ刑罰史 私刑！』と『明治大正昭和 猟奇女犯罪史』は、1970年代の東映実録路線をいち早く開拓したとの評価もある。『明治・大正・昭和 猟奇女犯罪史』はヒットし、掛札昌裕は「ずっとそれをシリーズでやることになったんですよ、『説教強盗』ってサブタイトルまでついていたんですけど、何か石井さんが違う方向に行きたいというのがあったんでしょうね」と述べており、"実話路線"は続く予定だったと見られる。大手映画会社は経営が軒並み"火の車"状態で、"任侠路線"と"エログロ路線"の大当たりにより、東映一社のみ黒字を毎年出し続け、1960年代後半は配収トップの座を守り続けた。1969年上半期の五社の総配収のうち、東映の配収はシェア40.3%になった。1960年代後半に映画製作だけで黒字を出していたのは東映だけで、東宝以外の松竹、日活、大映は東映のマネをしようと必死の努力を続けた。
1969年8月、石井監督の『明治・大正・昭和 猟奇女犯罪史』公開前に岡田が「『明治・大正・昭和 猟奇女犯罪史』と11月に公開を予定しているエロチック・アニメーション『㊙劇浮世絵捕物帳』（『㊙劇画 浮世絵千一夜』）を最後に"刺激路線"にピリオドを打つ」と発表した。この二本立ては新聞広告に「シャム双生児と春本浮世絵でお楽しみ」と惹句が書かれた当時エロ映画への風当たりが強くなり、警視庁は婦人団体からエロ映画の取締りを強化するよう突上げを食らい、映倫に審査の強化を要請していた。
撤退理由として岡田は「至極カンタンな理屈。70年対策。明年は安保と万博の年。万博の影響は大したことないが、怖いのは安保闘争だ。世の中が上へ下への大騒ぎをしているときに、ハダカにムチを打ったり、逆さ吊りにするようなシンドイものは敬遠されるのではないか」と話した。また岡田は「もし（"性愛路線"を）復活するなら、ひとまず静まった明後年（1971年）」と話し、その代わりに江戸川乱歩や夢野久作などの全集がベストセラーになっていることにヒントを得て、"怪奇ロマン路線"を敷くとし、現状への欲求不満の鬱積がこうした怪奇幻想に走らせているのだし明年の思想の主流の一つ」と述べた。石井監督の次回作を急きょ切換えての第一弾を『パノラマ島奇譚』と発表し、「江戸川乱歩の有名な原作を中心に他の作品も加味する。こうしたものは松竹がすでに丸山明宏で手がけたことがあるが、単なる幻想ではなく、もっとリアルな内容にする」と説明した。
また「江戸川乱歩の作品をかたっぱしから映画にする」と合わせて発表し、"怪奇ロマン路線"は本作一本ではなく、路線化される予定で、次作を予定していたのは『地獄』であった（内容が大きく変わり1999年に『地獄』として映画化）。
当時のマスメディアからは「従来の路線をオブラートで包んだ形になるのだろう。しかし数々のフンドシ女優を怪奇ロマンに切り替えられるのか」「『恐怖・畸形人間』という題からも想像されるように畸形人間のオンパレード。怪奇幻想といえば聞こえはいいが、要するに乱歩ブームにあやかったエログロ路線の一変種。つまり畸形映画というわけだ」「配役は霊感女優の北条きく子が乱歩の霊を呼び、そのお告げで決めるという。ヒロインは北条きく子と御託宣が下ったらどないするねン」などとおちょくられた。
石井輝男監督の"異常性愛路線"と総称される9本のうち、最後の3本は、路線といっても1本だけで終わったが、それぞれ、"ゲバルト路線"『やくざ刑罰史 私刑!』、"実話路線"『明治・大正・昭和 猟奇女犯罪史』、"怪奇ロマン路線"『江戸川乱歩全集 恐怖奇形人間』であった。
1969年10月15日公開の『日本暗殺秘録』を"ゲバルト路線"第一弾とする文献もある。『江戸川乱歩全集 恐怖奇形人間』は興行で惨敗し、"異常性愛路線"も惨めな終了を迎えた。
この時期テレビから無料で巻き散らされる日常的で軽いエロが大ウケし、特に同時期放送された「野球拳」のコーナーが大ウケした日本テレビ『コント55号の裏番組をぶっとばせ!』が開始され、爆発的な人気を得た。当時の大衆が求めていたのは、石井が描いた濃厚で泥臭い性愛絵図ではなく、もっと軽いエロだったという見方もある。
石井のエログロ映画『徳川女系図』の大成功は、邦画五社に大きな影響を及ぼし 、テレビの普及による観客減に喘いでいた映画各社は揃ってエロ映画を番組に乗せることで命脈を保とうと試みた。テレビ側もこの事態を静観せず、映画がエロで集客するなら、テレビもエロを追うという発想で映画に対抗した。
テレビ界は1969年秋の番組改編期で、一層お色気シーンを増量させた。テレビにまで影響を及ぼした"異常性愛路線"はテレビによって命脈を絶たれたのである。"異常性愛路線"は打ち上げ花火のように一瞬で燃え尽きた日本映画の徒花だった。
しかし1980年代に入り、アメリカから「カルト映画」の概念が入って来て復活、リアルタイムを知らない新しい映画ファンの間で口コミで評判が広がり、以後20年に渡って名画座の定番作品となった。
『江戸川乱歩全集 恐怖奇形人間』は日本映画をカルトな視点から観るその先駆けといわれ、石井輝男の再評価及び復活の起爆剤となった。『江戸川乱歩全集 恐怖奇形人間』の併映作だった『㊙劇画 浮世絵千一夜』が公開後に警視庁保安一課から、「刑法にふれる疑いがあり、カットしない場合は断固取り締まる」とキツい警告があり、東映はカットに応じたが、大手の東映が独立プロの危険な映画を買って、むざむざアミに引っ掛かるという失態を演じ、官憲の直接介入による作品のカットという悪い前例を残し、映画界にとって大きなマイナスとなった。
東映社長の大川博は勲二等瑞宝章という大臣級の勲章を受け、1969年度の教育映画祭で功労章も受けたことから「これでは国民の名において贈られた勲章が泣く」などと批判された。
大川は映画作りに口を出さず、岡田は自由な映画作りをさせてくれる大川に、「現場にいてどんなにありがたかったことか」と話しており、エログロ映画の終了はこの影響もあったかもしれない。"性愛路線"も1969年夏あたりから、興行成績が落ちており、高倉健の独立説も沸き上がり、任侠路線を任せていた俊藤浩滋が「会社を離れて製作した方が能率的」と爆弾発言。刺激暴力路線"に力を入れる岡田と俊藤との対立が始まっていた。
1969年暮れの時点では1970年8月に『地獄』 (1999年の『地獄』はこれの内容を大きく変えたもの)を公開して一連の“性愛路線”を終了させるという構想があった。
石井は『地獄』の製作準備をしていたが、石井が次に与えられた企画は、岡田から売り出しを頼まれた大型新人・渡瀬恒彦のデビュー主演作『殺し屋人別帳』。東映はしばらく成人映画路線を凍結し、石井が東映で『地獄』を撮る機会が与えられることはなかった。
“性愛路線”の提唱者である岡田は、『読売新聞』夕刊1970年3月7日付けの『現代の映画とセックス』という記事で、“性愛路線”が下火になったとするインタビューに答え、「続けてやっているとどうしてもグロになってしまうもんだから。でも映画にエロチシズムの要素は残しておく必要があると思う。お客の要求にこたえる意味でもね。石井輝男も当初ハダカはユーモアとして表現したんだが、連続して作っていると、ハダカの表現には制約があるから、サド、マゾ、ホモの異常性愛に傾き、グロテスクな方向に進まざるを得なかった。そんなときに『江戸川乱歩全集　恐怖奇形人間』と『㊙劇画 浮世絵千一夜』に対して警視庁の取り締まり強化宣言と映倫への警告があった。われわれが自主規制の建て前として作った映倫を追い込んではいかん。それは意識します。だから今度作るとなると初心に帰って一から始めることが必要だ。ユーモアのある艶笑ものですな。ただこれは力のある監督でないと出来ないんだ」と“性愛路線”を終了させた理由を話した。
『読売新聞』は「ビジネスとして作り始めた“性愛路線”がエスカレートして提唱者の手に負えなくなって来たらしい。お客の方が食傷気味で見せ物的なエロを見限ったという理由もあろうが、このへんに現代のセックス状況の奇怪さが現れているようである」と解説している。

### 温泉芸者シリーズとポルノ
1968年、岡田の企画で始めた"温泉芸者シリーズ"、"温泉もの"、"芸者もの"の、第一作のタイトル『温泉ふんどし芸者』は映倫からクレームが来てボツ企画に。結局『温泉あんま芸者』（1968年6月28日公開）から6本作られた。
東映の"温泉芸者シリーズ"は、1963年『温泉芸者』（叶順子主演・富本壮吉監督）から始まる大映の"温泉シリーズ"を真似たものといわれる。
外注のピンク女優を大量起用した『徳川女系図』がピンク業界から反撥を受けたため、岡田プロデュースのシリーズ第3作1968年『温泉あんま芸者』（石井輝男監督）からは自前のヌード女優を育成してエロ路線を充実させた。
映画の舞台となった温泉は観光地として売り出せるため、ロケ大歓迎のタイアップ作戦で、安上がりの上、スタッフ・キャストは至れり尽くせりだったといわれる。ところが段々興行成績が落ち、肝心の温泉地もロケお断りとなり、苦肉の策で鈴木則文の静岡の実家のコネを使い、伊豆で撮影されたのが第4作『温泉みみず芸者』（1971年7月公開、鈴木則文監督）。この『温泉みみず芸者』に於いてプロデューサーの天尾完次が海外の雑誌のグラビアから"ポルノグラフィ"という言葉を見つけて、"ポルノ"という言葉を日本で初めて使った。本作で主演デビュー作となった当時16歳の池玲子を成人の履歴書に100%捏造し、池を売り出すため、あれこれ思案し「日本初のポルノ女優」というキャッチコピーを付けた。
今日SEX映像の代名詞として日本で定着する、"ポルノ"という言葉は、このとき東映が作った造語。
"ポルノグラフィ"という言葉は、文学、絵画、写真等の官能表現の一分野として存在はしていたが、知る人のみが知る異端の業界用語で一般には知られてなかった。勿論、"ポルノグラフィ"を"ポルノ"と略したのもこの時が最初である。池は"ポルノ"という言葉を聞いて「全然いやらしくないし、すっごく可愛い感じがする」と喜んでいたという。
この『温泉みみず芸者』で池とともにデビューしたのが、やはり天尾と鈴木がスカウトした杉本美樹で、岡田社長から「二人を自前のポルノ女優として育てろ」と指示があった。"ポルノ"という言葉はスポーツ新聞から、夕刊紙、週刊誌などに拡散され、川上宗薫や梶山季之といった作家の官能小説には"ポルノ小説"という言葉が付けられた。
日活も東映のアイデアを拝借して"日活ロマンポルノ"という言葉を作り、東映の『温泉みみず芸者』公開から4か月後の1971年11月20日に『団地妻 昼下りの情事』『色暦大奥秘話』を"日活ロマンポルノ"第一弾として封切り「ポルノ映画」という名称が一気に普及、"ポルノ"という言葉が日本に広く認知され定着していった。この"日活ロマンポルノ"最初の二作品はそれぞれ「団地妻シリーズ」「色暦大奥シリーズ」として量産されるが、日活の大奥物は東映の大奥物（大奥に関する作品の一覧）のパクリである。
東映も1972年のゴールデンウィーク映画『徳川セックス禁止令 色情大名』から岡田の強い意向で看板に「東映ポルノ路線」と書かせた。
『温泉みみず芸者』は、岡田が天尾と鈴木をタコのよく獲れる海岸に行かせ、タイトルも最初は『温泉タコ壺芸者』であったが、「考えたけど、タコ壺は弱い。みみずにしろ」と岡田が言ってきて、鈴木が「もうタコ壺を使って撮影してますよ」と反論したが「中身はいいからタイトルだけはみみずで行け」と『温泉みみず芸者』にタイトルを変更した。
また映画の「クライマックスは“セックス対決”で行こう」「その方が作品が締まる。温泉芸者で“勝負したら締まる”」という岡田理論を指示し、東映ポルノの“セックス対決”という伝統はここからスタートした。
東映の"温泉芸者シリーズ"は、その後1973年『温泉おさな芸者』（鷹森立一監督）、1975年『東京ふんどし芸者』（野田幸男監督）が製作されるもパワーダウンしシリーズ終了。日活ロマンポルノの"温泉芸者モノ"も次第になくなり、ジャンルとして絶滅している。

### セックスドキュメント
1969年にルポライターの竹中労が岡田に持ち込んできた“時代の風俗ドキュメント”という企画を元に中島貞夫が、当時の日本の性風俗とアングラ文化をやらせなしのドキュメンタリーで撮影、「セックスドキュメントシリーズ」としてシリーズ化され『にっぽん'69 セックス猟奇地帯』など計4本、他の監督で3本の計7本が製作された。
実録犯罪映画は古くから作られてきたが、東映の実録犯罪映画は"東映ポルノ路線"を源流とする。東映は大手映画会社で最も積極的に実録犯罪映画に手を出した。
1969年『明治大正昭和 猟奇女犯罪史』は、阿部定事件初の映像化で阿部定本人も映画に出演し歴史的映像を残した。
1968年、小松川事件を映画化した大島渚監督『絞死刑』で脚本を共作した深尾道典が実録犯罪に拘り、東映で新橋第一ホテル歯科女医殺人事件を『女医の愛欲日記』（1973年）として脚本監督、立教大学助教授教え子殺害事件の映画化『女子大生失踪事件 熟れた匂い』（1974年、荒井美三雄監督）、滋賀銀行9億円横領事件の映画化『史上最大のヒモ 濡れた砂丘』（1974年、依田智臣監督）の脚本を手掛けた。
1975年の『実録三億円事件 時効成立』は、岡田社長の号令で製作された三億円事件映画。
1976年『戦後猟奇犯罪史』も大久保事件、西口彰事件を最初に映像化した作品である。

### スケバン映画
日本に於ける"不良グループ"ものの先駆は、やはり岡田が梅宮辰夫を売り出すため、マーロン・ブランドの主演映画『乱暴者』などをヒントに作らせた1968年から始まる『不良番長』シリーズといわれるが、『不良番長』シリーズのヒットに目を付け、その女性版を作ったのは東映が最初ではなく、日活が1969年に作った『女番長 仁義破り』（長谷川照子主演・江崎実生監督）。
これを皮切りに日活は1970年『野良猫ロック』をシリーズ化して突如女番長ブームが起きた。この『野良猫ロック』シリーズは第1作のみホリプロが製作した関係で主演が和田アキ子で、2作目から5作目が梶芽衣子だった。梶はこの後、東映に移籍するが『野良猫ロック』シリーズには東映で当てた『女囚さそりシリーズ』の萌芽が見られる。
東映も『野良猫ロック』シリーズと同時期に東撮で大信田礼子主演「ずべ公番長シリーズ」を、京撮で大原麗子、夏純子、市地洋子主演で『三匹の牝蜂』（1970年6月公開）を製作。
東映の女番長映画は、岡田が「石井輝男のエログロ映画が終わり、ヤクザ映画以外にもう1本ラインがないと興行が弱い、若者のラインを何とか確立したい」と号令をかけシリーズ化させた。
東映の番長映画は、男版も女版も岡田の企画。『三匹の牝蜂』は、中島貞夫が脚本を担当しており、中島の1966年の映画『893愚連隊』との類似性も指摘され、住所不定、無職のチンピラ娘三人が、万博で賑わう大阪を舞台にウロチョロ悪事をやらかし、やがて暴力団と真正面からぶつかる話で、「スケバン」「女番長」という設定でこそないが"スケバンもの"の一つといえる。
ここでのピチピチした若い女たちの活躍ぶりが1970年9月公開の『ずべ公番長』シリーズに引き継がれる。同シリーズは、大信田ら、ずべ公たちが毎回ビキニ、ミニスカ、ホットパンツなど、流行のハレンチファッションに身を包み"元祖コスプレ"とも評される。同シリーズは、二作目以降、どんどんエロ要素は希薄となり、ずべ公たちによる男顔負けの荒っぽい女の活劇映画に変化した。
その後女番長シリーズは池玲子や杉本美樹、山内えみこらが主演して多数製作されるが、1970年10月27日公開の『女番長ブルース（すけばん） 牝蜂の逆襲』で初めて"女番長"をすけばん（スケバン）と読ませた。
"すけばん（スケバン）"という言葉が映像作品で用いられたのはこれが最初。封切り時の映画ポスターに「女番長」の下に"すけばん"とルビが振られている。
これ以前の他社の『女番長〇〇』という映画は、"女番長"と書いて"おんなばんちょう"と読んでいた。
元は岡田が命名した『牝蜂の逆襲』というタイトルで製作を進めていたが、当時の取材中に耳にした"スケバン"という言葉の鮮度は捨てがたいと監督の鈴木則文が"女番長"と書いて"すけばん（スケバン）"と読ませることを発案し『女番長（すけばん）ブルース 牝蜂の逆襲』というタイトルに変更したと話しているが、映画界を引退していた『女番長ブルース 牝蜂の逆襲』の助監督で脚本も担当した皆川隆之がインタビューで、「東京で『不良番長』をやっていたので『女番長』にして、そのまま読んでも語呂が悪いと、いろいろ考えて『スケコマシ』の『スケ』を使って『スケバン』にした」「ぼくの造語なんです」などと話し、『スケバン』という言葉を作ったのは自分と述べている。
東映のスケバン映画は他社のスケバン映画と比べポルノ性が高かった。
毛並みのいい映画会社・東宝も東映の女番長シリーズを研究し1972年『混血児リカ』（製作：近代映画協会、監督：中平康、脚本：新藤兼人、原作：凡天太郎）という珍品スケバン映画を撮った。女番長シリーズ7作目『女番長 玉突き遊び』（1974年公開）で、同作に主演する新人ポルノスター発掘に、東映と日本テレビの共催で、ポルノ女優テレビオーディションが開催され、三回に渡る審査を経て1973年7月7日、最終審査が日本テレビの『土曜イレブン』生放送で全国放送された。内容が内容だけに応募者も少なかったが、井原高忠、阿久悠、大竹省二、天尾完次、鈴木則文、多々良圭、荒木一郎ら審査員と司会者が、ブラジャーを取るのを強要したり、セクハラ質問を浴びせたり、現在ではまず有り得ない放送だったといわれる。合格者は佐分利聖子と叶優子だった。
篠原とおる原作・杉本美樹主演の1974年『0課の女 赤い手錠』は （野田幸男監督）長い年月を掛けて再評価された。
1971年に大映が消滅し日活もロマンポルノに移行するため、東映のみで"スケバン映画"の製作は続いたが、製作ペースが鈍ったのは、やはり岡田社長がブルース・リー映画を観て、カンフー映画ブームの到来を予測し、千葉真一や山下タダシ、志穂美悦子らを使って和製カラテ映画の製作を始めたことだった。
これによりそれまでスケバン映画が独占してきた実録映画のB面番組枠を和製カラテ映画が奪ってしまった。
カラテ映画がその後も『地上最強のカラテ』などのカラテドキュメンタリー路線まで、思いのほか長く続き"スケバン映画"は遂に浮上できなかった。出番を失った山内えみこらスケバン女優の多くはテレビ部門に送り込まれた。1977年『地獄の天使 紅い爆音』で1970年代の"スケバン映画"は終了したとされる。同作は売り出し中の歌手・内藤やす子の宣伝媒体に利用されたが、劇場公開と同時に内藤が大麻所持で逮捕され映画生命を絶たれた。その後"スケバン映画"は、1975年に連載が始まった和田慎二の漫画『スケバン刑事』を実写化したスケバン刑事#実写化作品が1980年代後半に東映でテレビドラマ化、映画化され大ブームを起こした。

### 恐怖女子高校シリーズ
女番長シリーズの三本目『女番長ゲリラ』（1972年8月12日公開）の直後、女番長シリーズの池玲子や杉本美樹主演で別線シリーズ「恐怖女子高校シリーズ」がスタートし、計4本作られた。本シリーズは女子高を舞台とした"学園系"女番長映画で、セーラー服で仁義を切り、ヤクザ映画並ばりのスケバングループ抗争劇を展開する。決闘スタイルが全裸に胴着の剣道スタイルや、トップレス制服フェンシング対決とか、ある種、後に東映が映像化して大当たりを取った『スケバン刑事』に直結する破天荒さを持ち、"女番長ワールド"の極北との評価もある。本シリーズには『ハレンチ学園』の影響が見られる。フランスの映画配給会社「江戸映画」(Edo Eiga) が東映から8本の映画を買い付け、この内、本シリーズの2作目『恐怖女子高校 暴行リンチ教室』が、巻頭タイトルロールのみ1973年の石井輝男監督『やさぐれ姐御伝 総括リンチ』を引っ付けて、どぎついセックスシーンを付け加え、字幕をフランス語で政治的内容に変更し、『カマレの娘たち（The Girls of Kamare）』第二題名『夏のパンティ』（Une petite culotte pour l'été）というタイトルで1974年12月から1975年3月までパリ・カルチエ・ラタンの映画館・ステュディオ・ガランド（Studio Galande）で上映され大ヒットしたという。

### 東映㊙ポルノ大会
1971年大映の崩壊で作品不足に悩む映画館に日活ロマンポルノが流れていくのを食い止めるために、岡田は同年12月から「東映㊙ポルノ大会」と銘打ち、東京第一プロ、向井プロなどの独立プロの作品を買い取って配給を行う。これを封切り二本立てでは保たないローカル館の番組補充に投入した。「東映㊙ポルノ大会」は1973年、「㊙ナウポルノ」と改称された。

### 女囚さそりシリーズ
梶芽衣子の代表作として知られる「女囚さそりシリーズ」は、篠原とおる原作の映画化であるが、元は梶主演の女版"網走番外地"として企画されたもので、"ポルノ路線"の一作であった。第1作のみ梶もヌードになる他、女囚の集団入浴シーンなど裸がふんだんに登場する。
梶はクールなイメージで"復讐する女"を強烈に演じて、それまでの日本映画に存在しなかったヒロイン像を確立した。
梶芽衣子版「さそり」は70年代最高のアウトロー・ヒロインとして屹立し、今なお不変の輝きを誇ると評される。
70年代に入ると女優の主な活躍の場は完全にテレビになり、映画で独自のパーソナリティを開花させた若手女優は、梶と桃井かおり、秋吉久美子などごく数人に限られた。
また組合活動家だった監督の伊藤俊也の反体制的な演出も高い評価を受けた。伊藤は「石井輝男も野田幸男も深作欣二も、東映の全てを否定して映画を撮った」「"NO"という意思が、国家をも打ち抜くといった観念を劇構造に織り込もうと考えた」などと話している。当時東映は労働組合に対する締め付けが強く、伊藤はハチマキをして組合運動をしながら映画を撮った。
シリーズ全体に流れる体制への反抗と復讐というテーマが当時の時代背景にマッチした。第1作『女囚701号/さそり』、第2作『女囚さそり 第41雑居房』の大ヒットは『仁義なき戦い』に先立つものであり、東映に女性アクションの新しい軸を作った。伊藤はシリーズ化にあたり、全ての話を連続させたいと考えていたため、3作で全てをやりきり、会社からは好条件で続投を依頼されたが降板した。降板理由は世間で噂された梶との不仲説ではないという。元々梶は当時結婚を考えていた人がいて1作目で引退するつもりだった。ところが予想以上の大ヒットで岡田社長や俊藤浩滋らの説得を受ける形で、なし崩し的に出演を続けたと話している。梶の歌う主題歌『怨み節』も大ヒットしたが、当時は映画の主題歌はまだ定着していなかったという。
「女囚さそりシリーズ」は、第4作で梶主演、監督が長谷部安春に代わり、第5作で主演は多岐川裕美に交代し監督が小平裕、第6作では主演が夏樹陽子になり興行的に失敗し1970年代のシリーズは終了した。第5作で裸になることに過敏になっていた多岐川が「違う演出方法もあるんじゃないですか?」と監督に意見してごね、浅香光代が怒り、根岸季衣も「脱がない」と言い出し、裸のために呼んだゴールデンハーフの高村ルナも「じゃあ私も脱がない」と紛糾。結局多岐川の主張が通りソフトな演出になり、それを聞いた第6作の夏樹陽子も「脱がない」と言い出したという。しかし第5作では当時大人気だった范文雀が予想外に脱いでくれて驚いたと監督の小平は話している。
女囚を扱った映画としては、同じ東映が1965年に女版"網走番外地"のような『おんな番外地 鎖の牝犬』（緑魔子主演）を、大映が1968年から1969年にかけて"秘録もの"として、安田道代主演で、江戸時代の女牢を舞台にした『秘録おんな牢』（1968年）などを製作している。
世界的には1971年、ロジャー・コーマン製作、ジャック・ヒル監督、パム・グリア出演の『残酷女刑務所』が、女囚映画にセックス要素を注入し大ヒット、以降続々と女囚映画が作られた。特にダイアン・ソーン主演のエクスプロイテーション映画「イルザシリーズ」は、世界的に大ヒットした。

### 東映洋画
1960年代後半からピンク洋画（洋ピン）の人気が出て、こちらも中小の配給会社で利益を挙げていた事に目を付けた岡田は、エロ路線の拡大を狙い1972年5月、東映に洋画部（東映洋画）を新設し洋画配給業へ進出した。

### 東映ニューポルノ
「東映ポルノ路線」は1968年の『徳川女系図』以来、5年半で120本を超す作品が作られ「ヤクザ路線」と並ぶ看板路線の地位を占めたが、1973年頃から営業成績が急落。特に1974年2月に公開した多岐川裕美の主演デビュー作として知られる『聖獣学園』は「想像できない不入り」で、「ストリップ映画は所詮キワモノだよ!」と岡田社長が宣言し、この年6月に公開されたシャロン・ケリーと梅宮辰夫のセックス戦が展開される『色情トルコ日記』をもって撤退を表明した。
しかし地方では当時東映でも3本立てがあり、「仁義なき戦いシリーズ」などのヒット作のロングラン態勢確立のため3週目以降の併映に加えたり、春休みや夏休みに展開した「東映まんがまつり」や「特撮大会」を早く切り上げて大人向け番組を欲しがる下番線（地方館）のために、1973年春から「300万（製作費）映画」の独立プロの「ピンク映画」を模倣した「500万（製作費）映画」が作られた。
「500万ポルノ」という名称は1975年の文献にも見られる。
「アニメなんか見たくねえ」という筋金入りの東映の観客は多かった。
先の「東映㊙ポルノ大会」が東京第一プロ、向井プロ、JAAなどの独立プロの作品を買い取って配給し、1973年「㊙ナウポルノ」と改称されたが、他社からの買い取りではなく、この年京撮本体で製作された成人映画を「東映ニューポルノ」と呼ぶ。どうせなら自分のところで作った方がいいとの岡田社長の判断である。
「東映ニューポルノ」は2015年現在データベースにも記載のない本田達男監督の『情欲のぞき窓』が嚆矢とされ50分、あるいは60分前後の中篇が1974年まで20数本製作されたとされる。
元々「500万ポルノ」は、テレビ映画が製作されていない間に、空いたスタッフを導入して、下番線用の安い映画を作ろうとして出発、あくまでテレビ一話分として発想され、そのため上映時間は50分、撮影日数は実働7日間などと限定されていた。
2013年7月に東京ラピュタ阿佐ヶ谷で史上初となる「東映ニューポルノ」特集上映が組まれたが、その際立教大学助教授教え子殺害事件を扱った『女子大生失踪事件 熟れた匂い』（1974年、荒井美三雄監督）などが上映中止となったとされる。
1974年の暮れから公開されたフランス映画『エマニエル夫人』が大ヒットし、同作の配給元は、当時まだ弱小の日本ヘラルド映画で、上映館は狭い劇場が多く、満員で入場をお断りされるお客が続出し「エロにあぶれた男たちは必ずエロに戻ってくる!」と、東映は1975年正月の『怪猫トルコ風呂』『赤線㊙地帯』（宮下順子主演・向井寛監督）『下苅り半次郎㊙観音を探せ』（森崎由紀主演・原田隆司監督）から「ポルノ路線」を再開させた。
1975年、京撮で製作された『玉割り人ゆき』は、監督の牧口雄二が製作費は500万だったと話している。
この後1970年代後半、角川映画と組んで「大作1本立て」を始めるまでは散発的に主に二番館向けとして「東映ポルノ」は製作が続いた。
東映本体は1979年の『天使の欲望』（監督：関本郁夫）をもってポルノから一応再撤退したものの、1980年代半ばまで関連会社の「東映セントラル」を通して、主として獅子プロ作品などのピンク映画及び洋ピンを買取り配給していた。

### トルコ渡り鳥
先の「東映ニューポルノ」は、京撮のポルノ増強路線であったが、東撮でも対抗しなければならないと指名されたのが「不良番長シリーズ」を1972年12月に終了した野田幸男監督。野田が打ち出した企画が、本物の風俗経験者を主演にしたセミドキュメント『トルコ渡り鳥』だったと書かれた文献もあるが、本作は1972年11月7日公開の「セックスドキュメントシリーズ」第四作『セックスドキュメント トルコの女王』のプロデューサー・吉田達がセックスドキュメントシリーズのスピンオフとして打ち出した"新トルコ・シリーズ"の一本である。
1975年の関本郁夫監督『札幌・横浜・名古屋・雄琴・博多 トルコ渡り鳥』も同じ"新トルコ・シリーズ"の一本である。同作の製作に向けて、東映は雑誌に大々的に「主演女優募集（経験者に限る）」との広告を打ち、過激な企画をアピールしたが、出演希望者は集まらず、企画は軌道修正され、急遽新人女優を起用しての製作に変更になった。
『トルコ渡り鳥』に、3人の新人ポルノ女優、荒木ミミ、岡田奈津子、山川レイカをデビューさせる。
1973年3月、当時16歳の山川レイカを主演に、荒木ミミ、岡田奈津子出演の『㊙昇天トルコ風呂』（監督：野田幸男）の撮影を始めた。
東映は山川を"史上最年少のポルノ女優"というキャッチフレーズで売り出しマスコミでも話題となった。ところが東映が調子に乗って映画の宣伝を兼ね、TBSの大人向け深夜番組に出演させ、前景気を煽ろうと山川を脱がせ反響を呼んだが、この番組を見た視聴者から「18歳未満入場お断りの成人指定映画に年齢もいかぬ16歳の少女を出演させていいものだろうか」との投書が新聞記事になった。
当時日活ロマンポルノが警視庁に摘発されたこともあって（日活ロマンポルノ事件）、この記事にびっくりした東映が八分通り完成していた映画の製作を中止した。
この1973年は『仁義なき戦い』の大ヒットで、東映は「実録路線」という待望の新しい鉱脈を掴んだところで、同時期に岡田社長が実録映画の決定版ともいうべき『山口組三代目』の映画化を正式に決定し、高倉健の主役起用を決め、製作を発表した途端、山口組の大幹部・山本健一が常習とばく容疑で兵庫県警から指名手配され、製作を強行すれば当局を刺激するのは必至な状況になった。加えて1973年6月4日から始まる日活ロマンポルノ裁判を控えて、当局は日本映画界に対して牽制し、東映は大ベストセラーになっていた奈良林祥の『How To Sex』の製作も警視庁からクレームを受け製作を中止した。
『㊙昇天トルコ風呂』は映画の内容もヤクザの情婦になった山川がトルコ風呂で荒稼ぎ、殿山泰司、小松方正といった、その道のベテランを相手に泡踊り、二輪車、大車輪といったフルコースを披露する、現在では製作されることはまずない内容だった。1975年に山川が18歳になり公開しても問題にならないという見解で公開を決定、映画は未完成だったため、ストーリーの辻褄を合わせるため編集でごまかし『青春トルコ日記 処女すべり』と改題して公開した。公開年月日は1975年4月19日となっているため、同年4月5日に公開された『大脱獄』（高倉健主演・石井輝男監督）と『ウルフガイ 燃えろ狼男』（千葉真一主演・山口和彦監督）併映の地方下番線用と思われる。他に公開年月日は1975年5月14日で『札幌・横浜・名古屋・雄琴・博多 トルコ渡り鳥』（芹明香主演・関本郁夫監督）、『玉割り人ゆき』（潤ますみ主演・牧口雄二監督）との併映だったという説もある。
山川は本作撮影以降、映画界から足を洗い、ファッションモデルの道を歩み始め資生堂のPR誌『花椿』にも登場したばかりだったが、寝耳に水の本作の公開でマスコミが殺到した。山川は逃げるようにフランスへ留学し、その後の消息は不明といわれる。
「東映ポルノ」は岡田茂が提唱した「不良性感度」の一路線であったが、1970年代後半、劇場版『宇宙戦艦ヤマト』の配給を手掛けて大ヒットさせ、角川映画とも手を組み、外部作品の配給に本腰を入れ始め、「不良性感度」は作品から失われていった。
しかし「不良性感度」の遺伝子と伝統は、1980年代に東映セントラルに、1990年代には東映Vシネマに受け継がれた。

## 影響
1968年、石井輝男監督のエログロ映画『徳川女系図』の大ヒットにより、大手映画会社の性モラルの防波堤が一気に決壊、日本映画をエロで埋め尽くした。
テレビの攻勢で観客減に悩んでいた邦画大手各社は、東映に追随せざる事態に追い込まれ、次々とエロ路線に傾斜していく。大映、日活、松竹もヌード映画の製作を開始し、日本映画界は「ハレンチ・ブーム」に沸いた。
東映の"エロ映画"には、独立プロ系成人映画から多くの女優が出演し、ピンク女優の五社進出の先駆けとなり、以後、独立プロのキャストや手法を取り込む東映のやり方に各社が追随した。
また各社とも大部屋でくすぶっていた新人女優を「脱げば売り出してやる」と甘言で篭絡、要員確保してヌード映画の量産体制を敷いた。安田道代、水木正子、渥美マリ、南美川洋子、八代順子が大映の、荒井千津子、松岡きっこ、藤田憲子が松竹のヌード要員であった。
日活は吉永小百合や浅丘ルリ子ら本格派女優への配慮からエログロ路線進出を躊躇したが、東映ポルノに追随せるを得ず、1968年7月公開の『女浮世風呂』（井田深監督）でピンク女優を大挙出演させエロ映画に舵を切る。ここで生贄にされたのが大部屋でくすぶっていた太田雅子、のちの梶芽衣子だった。
残る東宝ははっきりエログロへ移行することはなかったが、これは同社が傘下にATGを抱え、実質的にエロ路線の代わりになっていたからである。
1969年には洋ピン（洋画ピンク）も異常性愛を題材にしたハダカ攻勢を強めた。これら影響は映画界のみならず音楽界・歌謡ポップスにまで及ぼした。
ポスターに裸を載せて当ったこともあって、三朝れい子ら続々とレコードジャケットでヌードを披露する歌手が登場。それまでフレンチ歌謡を歌って燻っていた奥村チヨが、愛欲路線『恋の奴隷』（1969年）の宣伝でセミヌードを公開したり、辺見マリが1969年11月に「ジュ・テーム」亜流盤「ダニエル・モナムール」で曲だけでなく、「ジュ・テーム」のプロモーションまでパクってデビューすると「日本のレコード界もいよいよ、映画についてエロ・グロ時代に突入」といわれた。
1970年代に入ると渥美マリらによる露骨なエロ歌謡が量産され、エロ化の流れは『23時ショー』などの深夜番組にも及ぼし、更に山本リンダや夏木マリらによる“セクシーアクション歌謡”やピンク・レディーなど、その後の音楽界にも影響を及ぼした。
"東映のピンキー&バイオレンス"のスピードアップは、映画界全体を揺るがす衝撃と集客力だった。性の自由化の風潮のなかで、エロスが映画の救世主となっていく。
ここまで岡田の先見の明が特筆されるが、さらに続く『徳川女刑罰史』を「異常性愛路線」としてシリーズ化、『徳川女刑罰史』は1968年の年間配収ベストテンにランクされる。これを受け、岡田は"エロ映画"を"任侠映画"と並べて興行の重要週間に配置していくが、当時の映画は二本立てが一般的であったので、こうした"エロ映画"が"任侠映画"と二本立てになることで、ストイシズムを謳う"任侠映画"の魅力が際立つという一面もあった。
1968年秋に岡田が製作から営業までを一貫して統括する営業本部を新編成しその長となると"エロ路線"が本格化した。岡田は、"不良性感度濃厚な東映映画"と明快に東映カラーを打ち出して適確に観客を掴まえていく。"岡田チルドレン"鈴木則文、中島貞夫、内藤誠、関本郁夫、牧口雄二らも流れに加わり、多くのエロ映画が量産された。石井や鈴木、中島の作品が雑多なのは、岡田のせいである。
さらにこれら作品のタイトルバックの多くに岡田の名前を出し、東映全体でこの路線に力を入れていることをアピールした。また岡田自ら凄まじい「映画タイトル」を編み出し観客を呼び込んだ。"東映ポルノ"は、大半が岡田命名による。『エロ将軍と二十一人の女妾』『徳川セックス禁止令・色情大名』『現代ポルノ伝 先天性淫婦』『残酷・異常・虐待物語 元禄女系図』『ポルノの帝王』『ポルノの女王 にっぽんSEX旅行』『温泉ポン引き女中』『色情トルコ日記』『未亡人ごろしの帝王』など。こうしたタイトルが醍醐味の一つである。
『エロ将軍と二十一人の女妾』も最初はエロは付いていなかった。
岡田が付けた"エロ"という言葉は倖田來未が2004年頃から人気が出て、"エロカッコいい"とか日常的に使われるようになったが、当時は口に出す言葉でなかった。
『徳川セックス禁止令・色情大名』はポルノ大作と銘打たれ、1972年のゴールデンウィークに全国200館以上の映画館で封切られた。
1960年代末の日本映画は瀕死の状態で、暴力とエログロに特化した映画作りに邁進する東映だけがかろうじて映画製作で黒字を出していた。
不動産やレジャー産業で損失を補っていた東宝や松竹に対して、大映と日活は製作本位に偏重していて落ち込みが酷く1970年4月全面提携してダイニチ映配を設立した。大映が渥美マリや八並映子、川崎あかねらで『十代の妊娠』などエロ映画を量産し、15歳の関根恵子を『おさな妻』でヌードにして人気を上げ、松坂慶子が『夜の診察室』（監督：帯盛迪彦）でスターになりかかったところで倒産した。
日活も『ハレンチ学園』や夏純子主演の『女子学園シリーズ』などのエロ要素を含む映画を製作した後、1971年11月「日活ロマンポルノ」をスタートさせ成人映画路線に転じた。東映、日活のなりふりかまわぬポルノ路線により、ピンク映画に大きな打撃を与え、弱小"エロダクション"は淘汰された。
東映の"好色路線"、"エロ路線"に参加した人物としてプロデューサーで天尾完次、監督で石井輝男、鈴木則文、中島貞夫、関本郁夫、皆川隆之、志村正浩、牧口雄二ら、脚本家で掛札昌裕ら、女優では池玲子、杉本美樹、ハニー・レーヌ、片山由美子、橘ますみ、山内えみこ、叶優子、潤ますみら、男優では、山城新伍、川谷拓三、吉田輝男、小池朝雄、若杉英二、名和宏、成瀬正孝らが多くの作品に出演している。

## 評価
1960年代から1970年代は、松竹ヌーヴェルヴァーグやATGが全盛で、メッセージ色が強い映画が花盛りの時代に、メッセージの全く無い映画を陣頭指揮で量産した岡田茂の戦いは並大抵ことではなかった、と東映ファンの杉作J太郎は評価している。
1999年に杉作J太郎と植地毅がこれらのエロ映画と、エロ要素を含んだバイオレンス&アクション映画を"東映ピンキー・バイオレンス"と名付け『東映ピンキー・バイオレンス浪漫アルバム』という書を出した。これ以降、この"東映ピンキー・バイオレンス"という言葉でこれらを紹介することもある。『東映ピンキー・バイオレンス浪漫アルバム』の中でも"東映ポルノ"という言葉が何度も使われている。

## 主要プロデューサー
- 岡田茂
- 翁長孝雄
- 天尾完次
- 三村敬三（三村敬一）

## 主要監督
- 石井輝男
- 鈴木則文
- 中島貞夫
- 関本郁夫
- 皆川隆之
- 志村正浩
- 牧口雄二
- 伊藤俊也
- 山口和彦
- 鳥居元宏

## 主要脚本家
- 掛札昌裕
- 鴨井達比古
- 松田寛夫

## 主要男優
- 丹波哲郎
- 天知茂
- 梅宮辰夫
- 渡瀬恒彦
- 山城新伍
- 金子信雄
- 川谷拓三
- 吉田輝男
- 渡辺文雄
- 小池朝雄
- 若杉英二
- 名和宏
- 伴直弥
- 宮内洋
- 志賀勝
- 室田日出男
- 大泉滉
- 由利徹
- 成瀬正孝
- 藤木孝
- 荒木一郎

## 主要女優
- 池玲子
- 杉本美樹
- ハニー・レーヌ
- 山内えみこ
- 賀川雪絵
- 橘ますみ
- 片山由美子
- 梶芽衣子
- 多岐川裕美
- 夏樹陽子
- 三崎奈美
- ひし美ゆり子
- 丘ナオミ
- サンドラ・ジュリアン
- クリスチナ・リンドバーグ
- シャロン・ケリー
- 芹明香
- 渡辺やよい
- 一の瀬レナ
- 大原麗子
- 大信田礼子
- 緑魔子
- 三原葉子
- 渚まゆみ
- 内藤やす子
- 五月みどり
- 泉ピン子
- 浅香光代
- 李礼仙
- 宮園純子
- 花柳幻舟
- 女屋実和子